# Pont du Robinet
Die Pont du Robinet ist eine Hängebrücke, die eine kleine Straße bei Donzère im Département Drôme über die  Rhône führt.

## Lage und Name

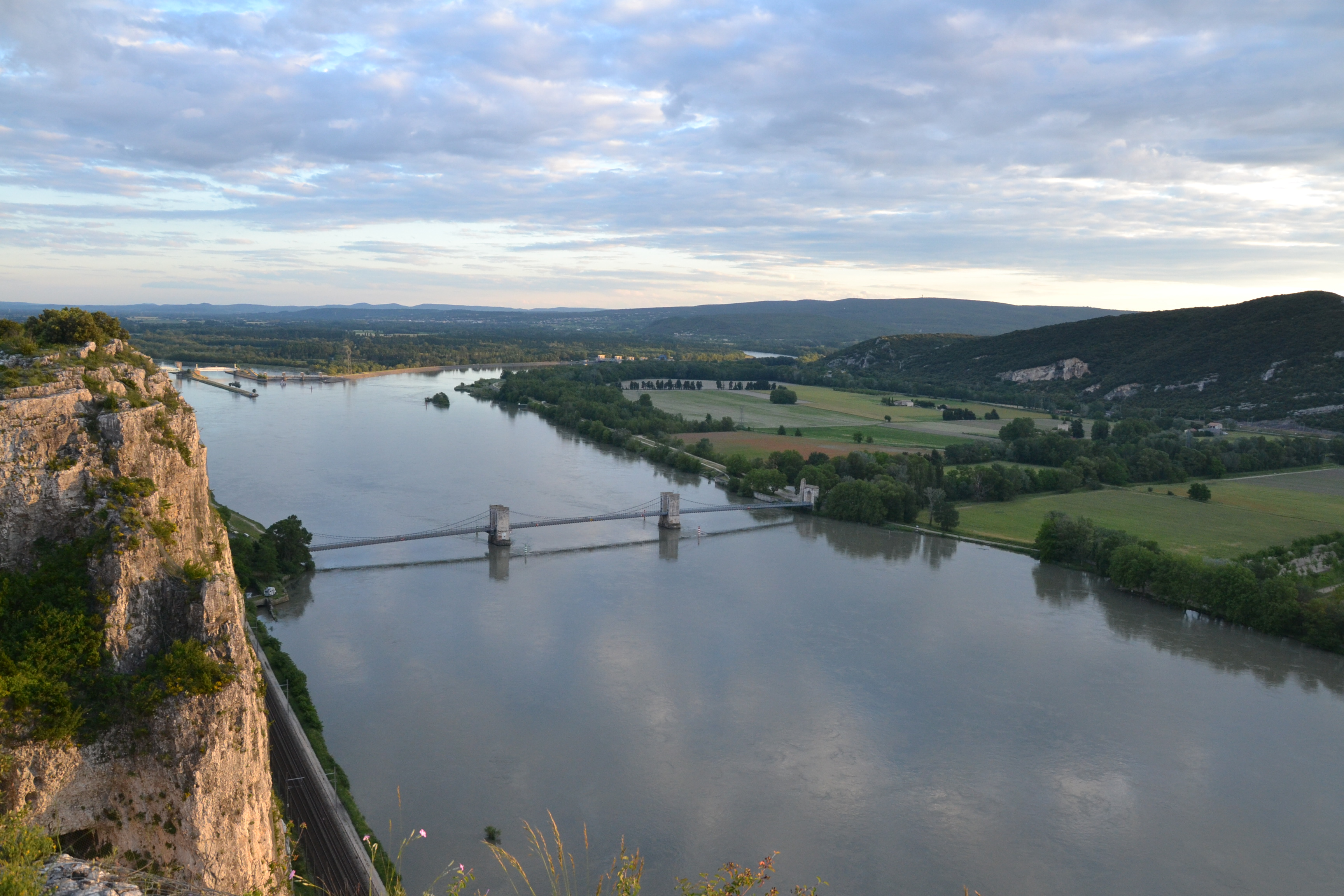
Blick auf die Pont du Robinet von der Donzère-Seite aus, unten links die Bahngleise und im Hintergrund der Canal de Donzère-Mondragon

Die Brücke steht an einer Défilé de Donzère genannten Engstelle, an der von Felswänden durchsetzte steile Hänge dicht am Flussufer stehen. Auf der östlichen Seite, der von Donzère, ist zwischen der Brücke und einer Felswand gerade noch genügend Raum für die Gleise der Bahnstrecke Paris–Marseille. Auf der anderen, im Département Ardèche gelegenen Seite führt eine gerade Straße etwa einen Kilometer durch das ehemalige Hochwasserbett bis zu einer Straße entlang der dortigen Steilhänge. Das an der Einmündung stehende, die Durchfahrtshöhe auf 3 m beschränkende Verkehrszeichen bezieht sich auf die Bahnunterführung, nicht auf die Brücke.
Die Brücke steht etwa einen Kilometer flussaufwärts von der Einfahrt in den Canal de Donzère-Mondragon.
Der Name der Brücke soll nach einer Liegenschaftsakte von 1495 auf den Grundeigentümer Robin Berton, genannt Robinet, zurückgehen.

## Geschichte
An der Stelle der heutigen Brücke verkehrte seit Langem eine Fähre. Erstmals 877 und erneut 1147 wurden entsprechende Privilegien gewährt. 1804 wurden zwei Rollfähren über die damals durch eine Sandbank getrennten Arme der Rhône eingerichtet. An dem spitzen Turm neben dem westlichen Ende der Brücke war das über den Hauptarm gespannte Seil befestigt. Diese Fähre war bis zum Bau der Brücke in Betrieb.
1833 gab es Pläne, die Fähren durch eine Hängebrücke zu ersetzen. 1845 erhielt Hubert Fournéry die Konzession, die Brücke zu bauen und 99 Jahre lang zu betreiben, wofür er die Mauteinnahmen und eine einmalige Vergütung von 130.000 Francs erhalten sollte. Die Bauarbeiten begannen noch im selben Jahr und waren 1847 beendet.
Die Brücke wurde schon 1854 durch einen Sturm schwer beschädigt und 1856 von einem Hochwasser weitgehend weggespült. Man musste wieder die Fähre benutzen, bis die Brücke 1859 wiederhergestellt war.
In den folgenden Jahrzehnten erlitt die Brücke mehrmals Sturmschäden, die verschiedene Maßnahmen zur Verbesserung der Steifigkeit des Fahrbahnträgers zur Folge hatten. Im Jahr 1902 wurde der Fahrbahnträger zum Teil erneuert und mit zusätzlichen Längsträgern versteift. Außerdem wurden eiserne Fachwerkträger als Geländer eingebaut.
Im Zweiten Weltkrieg wurde die Brücke 1944 von der Résistance zerstört, um den Rückzug deutscher Truppen während der Operation Dragoon zu behindern. Der Wiederaufbau wurde 1950 abgeschlossen, aber zur selben Zeit begannen Diskussionen, den Verkehr über die Barrage de Donzère zu leiten, die im Zusammenhang mit dem Bau des Canal de Donzère-Mondragon entstehen würde.
1974 wurde beschlossen, die Hängebrücke aus Sicherheitsgründen abzubauen; 1979 setzten Einwohner von Donzère ihre Wiedereröffnung durch.
Seit 1985 steht die Pont du Robinet unter Denkmalschutz.
2010 wurden Sanierungsmaßnahmen durchgeführt.

## Beschreibung

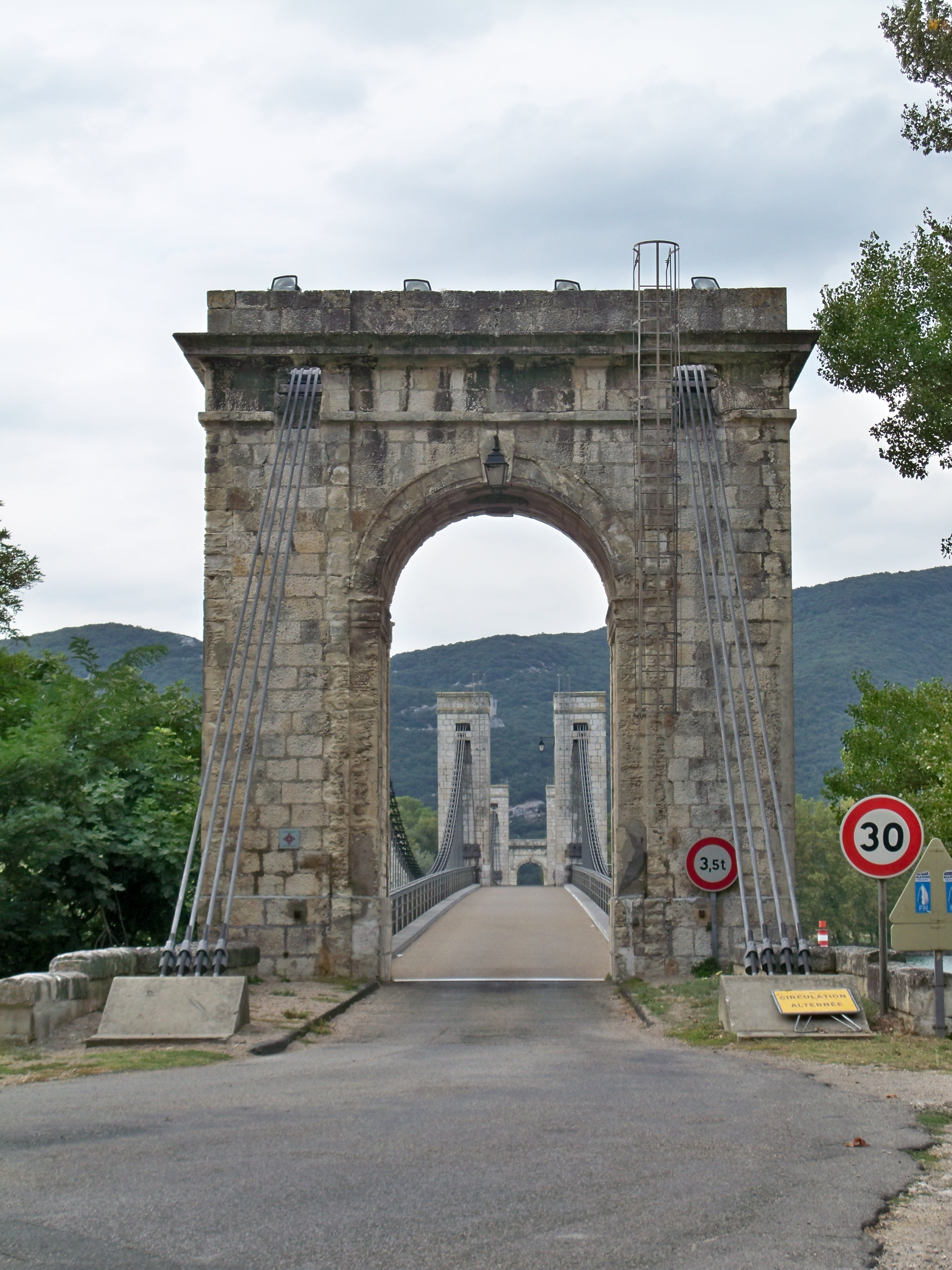
Pylon am Ufer mit vorgelagerten Ankerblöcken

Die Brücke ist, von Ankerblock zu Ankerblock gemessen, 333 m lang bzw. 300,3 m zwischen den direkt am Ufer stehenden Pylonen. Sie ist insgesamt 5,5 m breit, wobei ihre Fahrbahn 4,5 m und die Durchfahrt durch die Pylone nur 3,6 m breit ist. Es gibt keine gesonderten Gehwege. Das zulässige Gesamtgewicht für Kraftfahrzeuge ist auf 3,5 t beschränkt.
Die Pylone am Ufer sind Triumphbogen nachempfunden, während im Fluss rechteckige, schmucklose Pfeiler stehen. Die von den Türmen gebildeten drei Brückenfelder sind ca. 96 m weit, aber nicht exakt gleich lang.
Die Brücke hat an beiden Seiten je 4 Tragkabel. An ihren Hängern aus Stahlstangen sind Traversen befestigt, auf denen der Fahrbahnträger montiert ist.